# Jack (film, 1977)
Jack är en svensk dramafilm från 1977 i regi av Jan Halldoff. Förlaga till filmen är Ulf Lundells roman med samma namn från 1976.

## Handling
Jack är i 25-årsåldern. Med sina polare håller han igång i Stockholm, röker brass, dricker vin och raggar tjejer. Men till skillnad från många vet Jack vad han vill; han ska bli författare. I hans sällskap finns Bart, som skall bli konstnär, och Harald som säljer droger. De umgås med Jonny, som är fotograf och hans tjej, Linnea. Tillsammans upplever de glädje och sorg, filosoferar om livet och åker till Gotland på cykelsemester. 
Väl hemma igen försöker Jack komma igång med skrivandet och med tiden växer det fram vad han ska skriva om – sina vänners öden och hur det är att vara ung i 1970-talets Sverige. 

## Om filmen
Filmen premiärvisades den 4 mars 1977 på biograf Saga i Stockholm. Den spelades in i Stockholm, Visby och Kårsta av Hans Welin. Som förlaga har man Ulf Lundells roman Jack som utgavs 1976. I filmen medverkar ensemblen från Nya Teatern i Björke på Gotland. Ulf Lundell förekommer som statist i en av filmens scener.

## Roller (i urval)
- Göran Stangertz – Jack Råstedt
- Kjell Bergqvist – Harald
- Örjan Ramberg – Bart
- Gunnel Fred – Sonja
- Tove Linde – Harriet
- Ingalill Rydberg – Linnea
- Robert Sjöblom – Jonny
- Bibbi Unge – Gerd
- Åke Lindström – Sonjas far
- Nils Eklund – Jacks far
- Kerstin Bagge – Jacks mor
- Gunilla Nyroos – Kicki
- Ola Sandborgh – byråkrat
- Christer Skeppstedt – Leo
- Stig Törnblom – Lasse Knullare
- Bo Halldoff – busspassagerare
- Ove Magnusson – busspassagerare
- Marrit Ohlsson – busspassagerare
- Lotta Ramel – flicka hemma hos Bart
- Ulf Lundell – en kille på restaurang
- Adelie Hatz – liten flicka

## Musik i filmen
- Rock 67, kompositör Lasse Wellander och Mats Ronander
- Easy As Die, kompositör Reginald Wale
- Off Beat, kompositör Reginald Wale
- Satin Latin, kompositör Reginald Wale
- Bastonen, kompositör Pär David Johnsson
- Barnatro, kompositör Gunnar Dahl
- Fancy Articles, kompositör Mats Ronander och Lasse Wellander, text Mats Ronander
- 20th Century Kid, kompositör Mats Ronander och Lasse Wellander, text Mats Ronander
- Midnight Dreamer, kompositör Lasse Wellander, Mats Ronander och Pär David Johnsson, text Mats Ronander
- Rock 'n Roll Sister, kompositör Lasse Wellander, Mats Ronander och Pär David Johnsson, text Mats Ronander
- Mystery Brew, kompositör Lasse Wellander, Mats Ronander och Björn J:son Lindh
- Bara du, bara jag, kompositör Lasse Wellander, Mats Ronander, Pär David Johnsson och Stanley Larsson, text Ulf Lundell och Jan Halldoff
- Meating, kompositör Lasse Wellander

## DVD
Filmen gavs ut på DVD 2014.